# Circuit de Phoenix

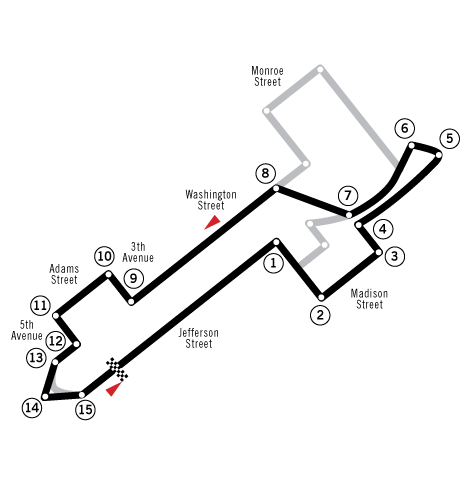
Circuit de Phoenix

El Circuit de Phoenix era un circuit urbà pels carrers de Phoenix, Arizona, Estats Units.
Al circuit de Phoenix es van celebrar a les temporades 1989, 1990 i 1991 el Gran Premi dels Estats Units de Fórmula 1.
Durant els tres anys que va formar part del calendari, l'esdeveniment es va desenvolupar en el centre de la ciutat, al costat de la plaça del Centre Cívic de Phoenix, però al final va ser retirat degut principalment a la baixa assistència de públic.
Phoenix va ser l'última ciutat en allotjar un esdeveniment de Fórmula 1 als Estats Units fins a la introducció d'Indianapolis l'any 2000.
En el requadre adjunt es poden veure els dos traçats de la cursa: en gris els anys 1989 i 1990 i en negre el traçat del 1991.

## Curses de F1 disputades a Phoenix
| Temporada | Data       | Pilot Guanyador | Equip Guanyador | Reportatge |
| --------- | ---------- | --------------- | --------------- | ---------- |
| 1989      | 4 de juny  | Alain Prost     | McLaren - Honda | Resultats  |
| 1990      | 11 de març | Ayrton Senna    | McLaren - Honda | Resultats  |
| 1991      | 10 de març | Ayrton Senna    | McLaren - Honda | Resultats  |